# Saison 6 de Young Sheldon
 (septembre 2022).
Si vous disposez d'ouvrages ou d'articles de référence ou si vous connaissez des sites web de qualité traitant du thème abordé ici, merci de compléter l'article en donnant les références utiles à sa vérifiabilité et en les liant à la section « Notes et références ».
Chronologie
Saison 5 Saison 7
La sixième saison de Young Sheldon, série télévisée américaine, a été diffusée à partir du 29 septembre 2022 sur CBS, aux États-Unis.

## Synopsis
Sheldon Cooper, jeune prodige vivant dans le Texas de l'Est, intègre l'université à l'âge de onze ans.

## Distribution

### Acteurs principaux
- Iain Armitage (VF : Tony Sanial) : Sheldon Cooper, âgé de 12 ans
- Zoe Perry (VF : Anne Tilloy) : Mary Cooper, la mère de Sheldon
- Lance Barber (VF : Éric Aubrahn) : George Cooper, Sr., le père de Sheldon
- Montana Jordan (VF : Victor Biavan) : George Cooper, Jr., le frère de Sheldon
- Raegan Revord (VF : Lior Chabat) : Missy Cooper, la sœur de Sheldon
- Jim Parsons (VF : Fabrice Fara) : la voix de Sheldon Cooper, adulte et narrateur
- Annie Potts (VF : Blanche Ravalec) : Meemaw, la grand-mère de Sheldon
- Matt Hobby (VF : Matthieu Albertini) : le pasteur Jeff Hodgkins
- Emily Osment (VF : Camille Donda) : Mandy , la petite amie et mère de l'enfant de Georgie.

## Production

### Diffusions
- Aux États-Unis, elle est diffusée depuis le 29 septembre 2022 sur le réseau CBS.
- En France, elle est disponible depuis le 11 juin 2024 sur la plateforme de streaming Max et en clair depuis le 24 aout 2024 sur NRJ 12.

## Liste des épisodes
1. Quatre cents cartouches non déclarées et un problème de nomenclature (Four Hundred Cartons of Undeclared Cigarettes and a Niblingo)
2. Le Worf du futur et la margarita du Pacifique Sud (Future Worf and the Margarita of the South Pacific)
3. Récolte de la passion et la Sheldocratie (Passion's Harvest and Sheldocracy)
4. Une fausse blonde et le concept du zéro (Blonde Ambition and the Concept of Zero)
5. Un conseiller des résidents et une opération douteuse (A Resident Advisor and the Riviera of the South)
6. Une voiture affreuse, un adultère et un match d'enfer (An Ugly Car, an Affair and Some Kickass Football)
7. Un dur à cuire et une note dans le fichier (A Tougher Nut and a Note on File)
8. Légalité et nudité (Legalese and a Whole Hoo-Ha)
9. L'arrêt des études et le miracle de Medford (College Dropouts and the Medford Miracle)
10. Petits-déjeuners du dimanche et drague, chapitre un (Pancake Sunday and Textbook Flirting)
11. Impitoyable, démuni et une semaine de repos au lit (Ruthless, Toothless, and a Week of Bed Rest)
12. Baby shower et testostérone (A Baby Shower and a Testosterone-Rich Banter)
13. Une fête étudiante, une soirée pyjama et la pire des ampoules (A Frat Party, a Sleepover and the Mother of All Blisters)
14. Inauguration et naissance (A Launch Party and a Whole Human Being)
15. La colère d'une adolescente et la honte d'un garçon intelligent (Teen Angst and a Smart-Boy Walk of Shame)
16. Un camionnette volée et un départ en cavale (A Stolen Truck and Going on the Lam)
17. Un épisode de Beverly Hills (A German Folk Song and an Actual Adult)
18. Petits hommes verts et demande en mariage (Little Green Men and a Fella's Marriage Proposal)
19. Une nouvelle présentatrice météo et une mère au foyer surprotectrice (A New Weather Girl and a Stay-at-Home Coddler)
20. L'allemand pour débutants et un vieux fou avec une batte (German for Beginners and a Crazy Old Man with a Bat)
21. Une escapade romantique et un régime germanique à base de viande (A Romantic Gateway and a Germanic Meat-Based Diet)
22. Une tornade, un vol de 10 heures et une sacrée belle bague (A Tornado, a 10-Hour Flight and a Darn Fine Ring)

### Épisode 1:Quatre cents cartouches non déclarées et un problème de nomenclature
- États-Unis /  Canada : 29 septembre 2022 sur CBS / CTV

### Épisode 2:Le Worf du futur et la Margarita du Pacifique Sud
- États-Unis /  Canada : 6 octobre 2022 sur CBS / CTV

### Épisode 3:Récolte de la passion et la Sheldocratie
- États-Unis /  Canada : 13 octobre 2022 sur CBS / CTV

### Épisode 4:Une fausse blonde et le concept du zéro
- États-Unis /  Canada : 20 octobre 2022 sur CBS / CTV

### Épisode 5:Un conseiller des résidents et une opération douteuse
- États-Unis /  Canada : 27 octobre 2022 sur CBS / CTV

### Épisode 6:Une voiture affreuse, un adultère et un match d'enfer
- États-Unis /  Canada : 3 novembre 2022 sur CBS / CTV

### Épisode 7:Une dur à cuire et une note dans le fichier
- États-Unis /  Canada : 10 novembre 2022 sur CBS / CTV

### Épisode 8:Légalité et Nudité
- États-Unis /  Canada : 8 décembre 2022 sur CBS / CTV

### Épisode 9:L'Arrêt des études et le Miracle de Medford
- États-Unis /  Canada : 5 janvier 2023 sur CBS / CTV

### Épisode 10:Petits-déjeuners du dimanche et drague, chapitre un
- États-Unis /  Canada : 12 janvier 2023 sur CBS / CTV

### Épisode 11:Impitoyable, démuni et une semaine de repos au lit
- États-Unis /  Canada : 2 février 2023 sur CBS / CTV

### Épisode 12:Baby shower et testostérone
- États-Unis /  Canada : 9 février 2023 sur CBS / CTV

### Épisode 13:Une fête étudiante, une soirée pyjama et la pire des ampoules
- États-Unis /  Canada : 16 février 2023 sur CBS / CTV

### Épisode 14:Inauguration et naissance
- États-Unis /  Canada : 2 mars 2023 sur CBS / CTV

### Épisode 15:La colère d'une adolescente et la honte d'un garçon intelligent
- États-Unis /  Canada : 9 mars 2023 sur CBS / CTV

### Épisode 16:Une camionnette volée et un départ en cavale
- États-Unis /  Canada : 30 mars 2023 sur CBS / CTV

### Épisode 17:Un épisode de Beverly Hills
- États-Unis /  Canada : 13 avril 2023 sur CBS / CTV

### Épisode 18:Petits hommes verts et demande en mariage
- États-Unis /  Canada : 27 avril 2023 sur CBS / CTV

### Épisode 19:Une nouvelle presentatrice météo et une mère au foyer surprotectrice
- États-Unis /  Canada : 4 mai 2023 sur CBS / CTV

### Épisode 20:L'allemand pour débutants et un vieux fou avec une batte
- États-Unis /  Canada : 11 mai 2023 sur CBS / CTV

### Épisode 21:Une escapade romantique et un régime germanique à base de viande
- États-Unis /  Canada : 18 mai 2023 sur CBS / CTV

### Épisode 22:Une tornade, un vol de 10 heures et une sacrée belle bague
- États-Unis /  Canada : 18 mai 2023 sur CBS / CTV